# إدوارد أندرداون
إدوارد أندرداون (بالإنجليزية: Edward Underdown) هو ممثل بريطاني، ولد في 3 ديسمبر 1908 بلندن في المملكة المتحدة، وتوفي في 15 ديسمبر 1989 بهامبشير في المملكة المتحدة.

## أعمال

### أفلام
- (1965) كرة الرعد
- (1966) الخرطوم

## وصلات خارجية
- إدوارد أندرداون على موقع IMDb (الإنجليزية)
- إدوارد أندرداون على موقع ألو سيني (الفرنسية)
- إدوارد أندرداون على موقع أول موفي (الإنجليزية)
- إدوارد أندرداون على موقع قاعدة بيانات برودواي على الإنترنت (الإنجليزية)
- إدوارد أندرداون على موقع قاعدة بيانات الأفلام السويدية (السويدية)
- إدوارد أندرداون على موقع قاعدة بيانات الفيلم (الإنجليزية)
- إدوارد أندرداون على موقع كينوبويسك (الروسية)